# Merzario A2
Der Merzario A2 war ein Formel-1-Rennwagen des italienischen Rennstalls Team Merzario aus der Saison 1979. Die Nomenklatur ist uneinheitlich; alternativ zur Bezeichnung A2 wird der Wagen teilweise auch Merzario A1B genannt. Der mit seinem Vorgänger A1 eng verwandte A2 war ein Übergangsmodell, das nur zu vier Rennen gemeldet wurde, aber nur zweimal an den Start ging. Der A2 war der letzte von Merzario konstruierte Rennwagen, der sich zu einem Formel-1-Weltmeisterschaftslauf qualifizieren konnte.

## Hintergrund
Der italienische Rennfahrer Arturo Merzario war von 1972 bis 1976 für die Scuderia Ferrari, für Frank Williams Racing Cars und schließlich für March Engineering als Werksfahrer in der Formel 1 angetreten. Nachdem March mit Ablauf des Jahres 1976 den Vertrag mit Merzario nicht verlängert hatte, gründete er in der lombardischen Gemeinde Carate Brianza ein eigenes Team, das 1977 mit einem Kundenfahrzeug von March antrat. Das Auto wurde als March 761B (Fahrgestellnummer 761B/2) gemeldet, allerdings war es – anders als seine Bezeichnung suggerierte – nach allgemeiner Ansicht tatsächlich ein älterer March, der entweder 1976 oder bereits 1975 aufgebaut worden war. Als March Ende 1977 sein Formel-1-Engagement einstellte, entfiel künftig auch die Unterstützung für die Kundenfahrzeuge. Um weiter in der Formel 1 antreten zu können, entschied sich Merzario daraufhin für die Konstruktion eines eigenen Rennwagens. Sein erstes Modell war der Merzario A1, der in zwei Exemplaren entstand. Das A1/1 genannte erste Exemplar war in technischer Hinsicht ein Nachbau des March 761B, hatte aber eine eigenständige Karosserie. Das zweite Auto (A1/2) nutzte das unveränderte Monocoque von Merzarios altem March 761B, auf das die Karosserie des A1/1 aufgesetzt war. Beide Versionen des A1 waren nicht erfolgreich. Es gab 1978 insgesamt nur acht Qualifikationen, aber keine Zielankunft. Die Fahrzeuge waren schlecht gewartet und fielen bei den Rennen regelmäßig nach technischen Defekten aus.
Der A1 war technisch veraltet. Seit 1978 war die Dominanz von Autos mit Groundeffect absehbar. Der A1, dessen technische Konzeption auf das Jahr 1975 zurückging, erfüllte diese Anforderungen nicht. Für die Saison 1979 ließ Merzario deshalb ein eigenes Groundeffect-Auto entwickeln, das als Merzario A3 angekündigt wurde. Die Einsatzbereitschaft dieses Modells verzögerte sich allerdings bis ins Frühjahr 1979. Die ersten Rennen der Saison, die bereits im Januar begann, bestritt Merzario mit dem A2, der eng mit dem A1 verwandt war und ein Interimsmodell darstellte.

## Technik
Der Merzario A2 war identisch mit dem A1/2 des Vorjahres, nutzte also wie dieser das 1975 oder 1976 hergestellte Monocoque des March 761B (Fahrgestellnummer 761B/2). Technisch gab es nur wenige Änderungen. Hierzu gehörte ein zusätzlicher Kühler im Bereich der Fahrzeugnase. Zudem war die Karosserie in einigen Bereichen überarbeitet worden. Die seitlichen Lufteinlässe im Bereich der Cockpitverkleidung entfielen, und die Motorabdeckung war schlanker als beim A1. Der Aufbau des A2 wird als „weniger bauchig“ beschrieben. Den Antrieb übernahm wie bei dem vorherigen Modell ein Achtzylinder-Saugmotor von Cosworth (DFV); die Kraft wurde über ein Fünfganggetriebe von Hewland übertragen (FGA).

## Lackierung und Sponsoren
Nachdem Merzarios Rennwagen im Vorjahr zunächst rot und später schwarz lackiert waren, hatte der A2 für die Saison 1979 nunmehr Gelb als Grundton. Die Seitenkästen waren schwarz lackiert. Das Farbschema erinnerte an die zeitgenössischen Fahrzeuge von Renault. Sponsoren waren Marlboro Italia, Flor Bath und RETE.

## Renneinsätze
Der A2 wurde 1979 ausschließlich von Arturo Merzario gefahren. Beim Qualifikationstraining zum Auftaktrennen in Argentinien war Merzario im A2 mehr als 6 Sekunden langsamer als der Polesitter Jacques Laffite (Ligier). Seine Zeit reichte für den 22. Startplatz. Damit ging er noch vor Niki Lauda im Brabham BT48-Alfa und vor René Arnoux im Renault RS01 ins Rennen. Merzario fiel bereits in der ersten Rennrunde aus. In dem Versuch, der Kollision von Jody Scheckter (Ferrari), Patrick Tambay (McLaren), Nelson Piquet (Brabham) und Didier Pironi (Tyrrell) zu entgehen, wich Merzario auf den Seitenstreifen aus. Dabei verlor er die Kontrolle über sein Auto und beschädigte den A2 so stark, dass er für den Neustart, der nach einer Beseitigung der verunglückten Fahrzeuge erfolgte, nicht mehr repariert werden konnte. Bei den folgenden Rennen in Südafrika und Brasilien verpasste Merzario im A2 jeweils die Qualifikation.
Beim vierten Rennen der Saison im kalifornischen Long Beach debütierte Merzarios Groundeffectauto A3. Arturo Merzario setzte den A3 im Qualifikationstraining ein und erzielte eine Zeit, die für den 24. Startplatz reichte. Während des Trainings erlitt der A3 allerdings auf dem unebenen Long Beach Grand Prix Circuit einen Aufhängungsschaden, dessen kurzfristige Reparatur als zu riskant angesehen wurde. Merzario bestritt das Rennen daher noch einmal im Interimsmodell A2. In der 14. Runde führte ein Motorschaden zum Ausfall. Danach ging der A2 nicht mehr an den Start.

## Resultate
| Fahrer                           | Nr.                              | 1   | 2   | 3   | 4   | 5 | 6 | 7 | 8 | 9 | 10 | 11 | 12 | 13 | 14 | 15 | Punkte | Rang |
| -------------------------------- | -------------------------------- | --- | --- | --- | --- | - | - | - | - | - | -- | -- | -- | -- | -- | -- | ------ | ---- |
| Automobil-Weltmeisterschaft 1979 | Automobil-Weltmeisterschaft 1979 |     |     |     |     |   |   |   |   |   |    |    |    |    |    |    | 0      | -    |
| A. Merzario                      | 24                               | DNF | DNQ | DNQ | DNF |   |   |   |   |   |    |    |    |    |    |    | 0      | -    |

| Legende  | Legende            | Legende                                                          |
| Farbe    | Abkürzung          | Bedeutung                                                        |
| -------- | ------------------ | ---------------------------------------------------------------- |
| Gold     | –                  | Sieg                                                             |
| Silber   | –                  | 2. Platz                                                         |
| Bronze   | –                  | 3. Platz                                                         |
| Grün     | –                  | Platzierung in den Punkten                                       |
| Blau     | –                  | Klassifiziert außerhalb der Punkteränge                          |
| Violett  | DNF                | Rennen nicht beendet (did not finish)                            |
| Violett  | NC                 | nicht klassifiziert (not classified)                             |
| Rot      | DNQ                | nicht qualifiziert (did not qualify)                             |
| Rot      | DNPQ               | in Vorqualifikation gescheitert (did not pre-qualify)            |
| Schwarz  | DSQ                | disqualifiziert (disqualified)                                   |
| Weiß     | DNS                | nicht am Start (did not start)                                   |
| Weiß     | WD                 | zurückgezogen (withdrawn)                                        |
| Hellblau | PO                 | nur am Training teilgenommen (practiced only)                    |
| Hellblau | TD                 | Freitags-Testfahrer (test driver)                                |
| ohne     | DNP                | nicht am Training teilgenommen (did not practice)                |
| ohne     | INJ                | verletzt oder krank (injured)                                    |
| ohne     | EX                 | ausgeschlossen (excluded)                                        |
| ohne     | DNA                | nicht erschienen (did not arrive)                                |
| ohne     | C                  | Rennen abgesagt (cancelled)                                      |
| ohne     | keine WM-Teilnahme |                                                                  |
| sonstige | P/fett             | Pole-Position                                                    |
| sonstige | 1/2/3/4/5/6/7/8    | Punktplatzierung im Sprint-/Qualifikationsrennen                 |
| sonstige | SR/kursiv          | Schnellste Rennrunde                                             |
| sonstige | *                  | nicht im Ziel, aufgrund der zurückgelegten Distanz aber gewertet |
| sonstige | ()                 | Streichresultate                                                 |
| sonstige | unterstrichen      | Führender in der Gesamtwertung                                   |